# Nowohryhoriwka (hromada Wasylkiwka)
Nowohryhoriwka (ukr. Новогригорівка) – wieś na Ukrainie, w obwodzie dniepropetrowskim, w rejonie synelnykowskim, w hromadzie Wasylkiwka. W 2001 liczyła 564 mieszkańców, spośród których 553 wskazało jako ojczysty język ukraiński, 9 rosyjski, a 2 białoruski.